# R-30 Boulava
Pour les articles homonymes, voir Boulava.
Le missile Boulava (en russe Р-30, 3М30, Булава, du nom d'une arme russe de type masse d'armes), code OTAN SS-N-32, dénomination internationale RSM-56) est un missile mer-sol balistique stratégique (MSBS) de 4e génération qui a été développé jusqu'en 2010. Il pourrait devenir l'arme principale des forces stratégiques navales russes. Il s'agit d'un missile à trois étages à propergol solide, d'une portée supérieure à 8 000 km. Il peut être équipé de dix ogives nucléaires  de 50 à 100 kilotonnes à trajectoires indépendantes. La production en série a débuté en 2008 dans une usine de Votkinsk pour équiper les SNLE classe Boreï de la marine de guerre russe.

## Historique
La 3e génération de MSBS (R-39 Taifun et R-39M Grom), connait des problèmes de propulsion, de guidage et de précision (qui stagne depuis 1989 à 500 mètres d'écart circulaire probable). La solution pour réacquérir un savoir-faire apparaît être le R-39M Grom, premier MSBS conçu en Russie sans l'aide des bureaux d'études situés dans les anciennes républiques soviétiques. Après l'échec des trois premiers tirs menés à partir de 1996, le R-39M Grom est abandonné au profit du Boulava. La décision de développer ce dernier est prise en 1998 malgré trois tests ratés. 
Il est difficile de dire qui fut l'initiateur de ce programme, mais la liste des responsables cités à ce propos dans la presse se limite généralement aux personnes suivantes : Iouri Solomonov (ru), directeur de l'Institut thermotechnique de Moscou (MIT) — traduit également par Institut moscovite de technologie thermique — ; le général-major Vladimir Dvorkine, directeur du 4e Institut central de recherche du ministère de la Défense ; l'amiral de la Flotte Vladimir Kouroïedov, chef d'état-major de la marine russe ; le maréchal Igor Sergueïev, ministre de la Défense ; Yakov Ourinson, ministre de l'Économie et Viktor Tchernomyrdine, Premier ministre de la fédération de Russie.
L'Institut moscovite de technologie thermique, qui n'a jamais conçu de MSBS, est le maître d'œuvre pour la conception et la réalisation de cet armement. Selon certains experts, « le transfert du développement des missiles navals à l'Institut moscovite de technologie thermique a été une erreur. L’avantage douteux d’une standardisation avec les missiles Topol-M (SS-27) de l’armée de terre, qui est en fait impossible que ce soit en taille, en masse ou en aspect, a retardé le développement de plusieurs années et conduit à des dépenses importantes, dont on n’est même pas sûr qu’elles produisent un effet significatif »,,. 
Les tirs d'essai à partir du sous-marin modifié de classe Typhoon Dmitri Donskoï des 28 juin 2007, 27 septembre 2005, 21 décembre 2005 et 18 septembre 2008 sont des succès. Les trois tests suivants des 7 septembre 2006, 25 octobre 2006 et 24 décembre 2006 sont des échecs, dont la cause n'a pas été révélée. Le dernier vol réussi en date du Boulava remonte au 28 novembre 2008. Le tir du 23 décembre 2008, est également un échec, ainsi que celui du 9 décembre 2009. Ceux-ci mettent en péril le programme des Forces armées de la fédération de Russie pour le renouvellement des armements stratégiques lourds (de 10–12 ogives) obsolètes par ceux plus légers (Topol-M et Boulava), à la trajectoire de vol plus sophistiquée, appelés à maintenir une parité stratégique d'environ 2 000 ogives avec les États-Unis à la suite du Traité de réduction des arsenaux nucléaires stratégiques. Les défauts du missile (qui sont apparus dès les premières minutes après le lancement ainsi qu’au moment de la dispersion des têtes) peuvent probablement être corrigés, mais cela prendrait jusqu’à trois ans et de 12 à 14 lancements d’essai. Cela retarderait par conséquent la mise en service des sous-marins de classe Boreï, puisque sept SNLE de classe Delta IV seront désarmés jusqu’au milieu des années 2010. Cependant, on apprenait fin 2008 que 16 tirs seraient finalement effectués, dont au moins 5 courant 2009, certains depuis le Iouri Dolgorouki, de classe Boreï. Des analystes ont cependant proposé de renoncer au Boulava et de poursuivre la modernisation du MSBS de 3e génération R-29RMU Sineva,.
À la suite de l'échec du tir du 15 juillet 2009, le concepteur général du missile, Iouri Solomonov, a présenté sa démission.
Le 12e test du missile (sans compter celui de la maquette), lancé depuis un sous-marin, le mercredi 9 décembre 2009 est un nouvel échec dû à la défaillance du 3e étage. Celui-ci, qui a eu lieu avant 8 heures (heure locale), près de la ville de Tromsø, a pu être observé dans une large partie du nord de la Norvège. Les habitants de cette zone ont pu observer durant deux minutes une spirale géante dans le ciel. L'Institut météorologique norvégien a alors été bombardé d'appels, mais ce dernier ne put alors donner d'explication au phénomène. Par ailleurs, certains témoins ont rapporté que la spirale observée ne correspondait pas au spectacle d'un missile défaillant. 
Le blog Metabunk a avancé la possibilité que la spirale de Norvège aurait pu être le résultat d'activités menées au EISCAT, un centre de recherche situé près de Tromsø et dont les activités sont similaires à celles des installations du HAARP en Alaska, aux États-Unis.
Afin d'assurer la sécurité du test balistique, une zone d'exclusion, interdite à la navigation, avait été mise en place en mer Blanche centrale via un Navtex émis depuis Arkhangelsk le 3 décembre précédent.
Le 7 octobre 2010, le 13e tir d'essai depuis le Dmitri Donskoï se trouvant dans la mer Blanche a atteint ses cibles dans le polygone de Koura, au Kamtchatka.
En janvier 2014, on comptabilise entre 19 et 20 tirs d'essais. 5 des 27 missiles restants doivent recevoir des équipements de télémesure et être utilisés pour des essais à partir de mai/juin 2014. Si ces essais sont des succès, ils équiperont deux des SNLE de la classe Boreï en service.
Le 22 mai 2018, un SNLE de classe Borei a effectué avec succès un lancement de 4 missiles de type Boulava sur le polygone d'essai de Koura au Kamtchatka.
Le 3 novembre 2022 : les forces de Moscou ont testé avec succès un missile balistique, le Boulava, qui a été lancé depuis un sous-marin nucléaire dans les eaux de la mer Blanche, en route vers sa cible sur la péninsule du Kamtchatka, après avoir survolé une grande partie du vaste territoire russe. Le missile, précise l'agence de presse Ria Novosti, a décollé du sous-marin Generalissimo Suvorov et a touché comme prévu le polygone de Kura, dans la région de l'Extrême-Orient.

## Liste des tirs d'essais

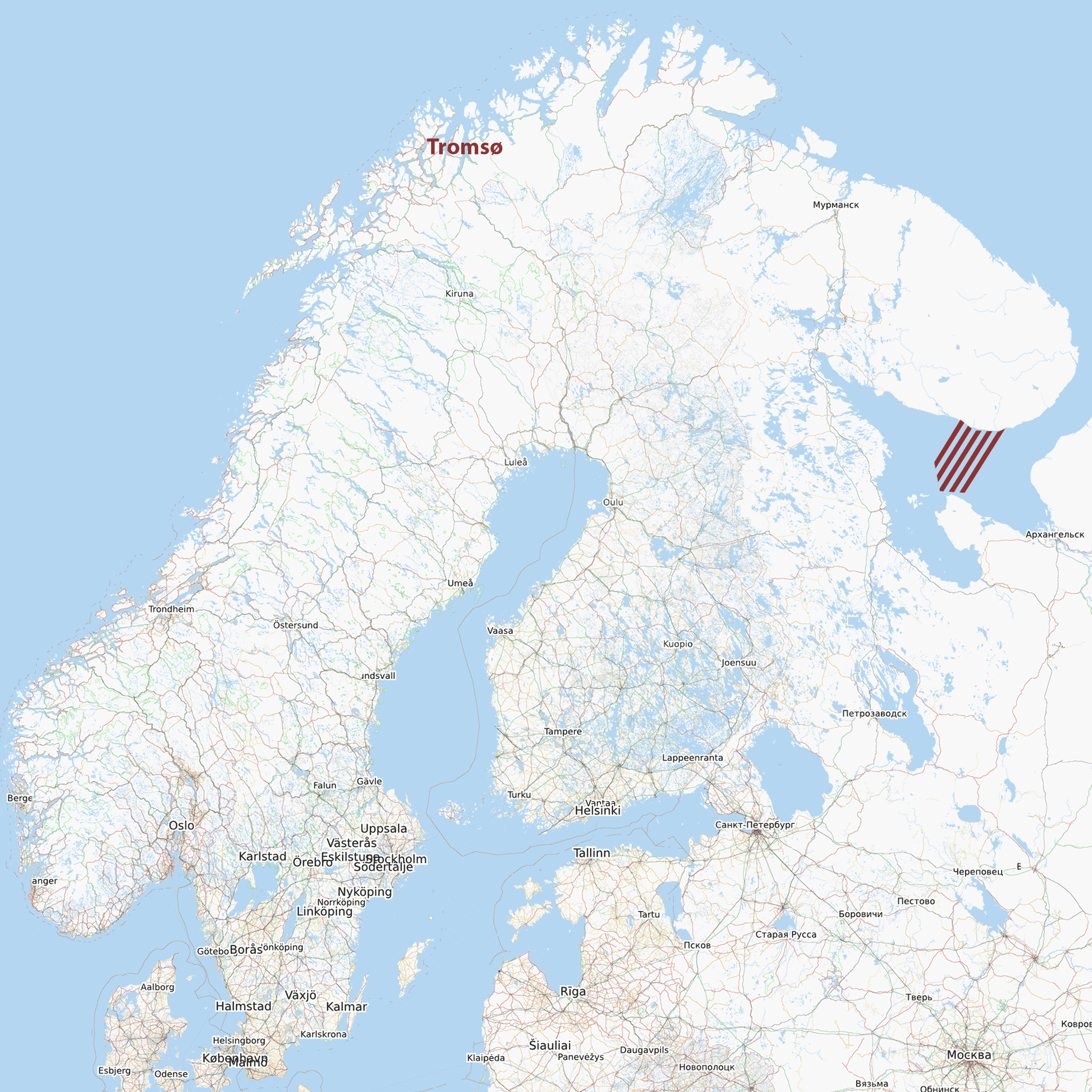
Carte soulignant la zone d'exclusion en mer Blanche lors du tir d'essai du 9 décembre 2009, ainsi que Tromsø en Norvège.

| no du test | Date du test   | Type de test | Commentaires |
| ---------- | -------------- | --- | ------------ |
| 1          | 11 déc. 2003   | Test d'épreuve d'une maquette du missile. | Succès       |
| 2          | 23 sept. 2004  | Test d'épreuve du missile. | Succès       |
| 3          | 27 sept. 2005  | Premier vol de test. Lancement depuis un sous-marin en surface. On rapporte une défaillance du troisième étage.                                                            | Succès (?)   |
| 4          | 21 déc. 2005   | Premier lancement depuis un sous-marin en plongée. | Succès       |
| 5          | 7 sept. 2006   | Lancement depuis un sous-marins en plongée. Le premier étage s'éteint peu après le tir.                                                                                    | Échec        |
| 6          | 25 oct. 2006   | Lancement depuis un sous-marin en plongée. Défaillance du premier étage.                                                                                                   | Échec        |
| 7          | 24 déc. 2006   | Lancement depuis un sous-marin en surface. Problèmes avec le troisième étage.                                                                                              | Échec        |
| 8          | 28 juin 2007   | Rumeurs non confirmées de problèmes avec une des ogives. | Succès       |
| 9          | 18 sept. 2008  | Lancement depuis un sous-marin en plongée à 18 h 45, les ogives atteignent la cible à 19 h 5,.                                                                             | Succès (?)   |
| 10         | 28 nov. 2008   | Lancement depuis un sous-marin en plongée. Les premiers rapports suggèrent un succès.                                                                                      | Succès       |
| 11         | 23 déc. 2008   | Lancement depuis un sous-marin en plongée. Défaillance du 2e étage. | Échec        |
| 12         | 15 juill. 2009 | Lancement depuis un sous-marin en plongée. Défaillance du 1er étage et explosion en vol.                                                                                   | Échec        |
| 13         | 9 déc. 2009    | Lancement depuis un sous-marin en plongée. Défaillance du 3e étage et explosion en vol.                                                                                    | Échec        |
| 14         | 7 oct. 2010    | Lancement depuis le sous-marin en plongée Dmitri Donskoï. | Succès       |
| 15         | 28 juin 2011   | Lancement depuis le sous-marin en plongée K-535 Iouri Dolgorouki. | Succès       |
| 16         | 23 déc. 2011   | Lancement de 2 missiles depuis le sous-marin en plongée K-535 Iouri Dolgorouki.                                                                                            | Échec        |
| 17         | 4 oct. 2016    | Lancement depuis le sous-marin K-551 Vladimir Monomaque | Échec        |
| 18         | 23 mai 2018    | Lancement de 4 missiles depuis le sous-marin en plongée K-535 Iouri Dolgorouki                                                                                             | Succès       |
| 19         | 23 août 2019   | Lancement d'un missile depuis le sous-marin en plongée K-535 Iouri Dolgorouki en parallèle avec le tir d'un R-29RMU Sineva (en) depuis le K-114 Toula.                     | Succès       |
| 20         | 12 déc. 2020   | Lancement de 4 missiles depuis le sous-marin K-551 Vladimir Monomaque depuis la mer d'Okhotsk sur une cible située sur le Polygone de Tchija.                              | Succès       |
| 21         | 4 nov. 2022    | Lancement d'un missile depuis le sous-marin K-553 Généralissime Souvorov depuis la mer blanche sur une cible située sur le Polygone de Koura.                              | Succès       |
| 22         | 5 nov. 2023    | Lancement d'un missile depuis le sous-marin K-554 Empereur Alexandre III depuis la mer Blanche sur une cible située sur un terrain d’essai sur la péninsule de Kamtchatka. | Succès       |

## Culture populaire
- Dans le film Le Chant du Loup, un missile russe R-30 est tiré depuis un SNLE russe contre la France, entraînant un ordre de tir nucléaire français en représailles.